# Vremja otdykha s subboty do ponedelnika
Vremja otdykha s subboty do ponedelnika (russisk: Время отдыха с субботы до понедельника) er en sovjetisk spillefilm fra 1984 af Igor Talankin.

## Medvirkende
- Alla Demidova som Anna
- Vladislav Strzjeltjik som Aleksej
- Aleksej Batalov som Pavel
- Darja Mikhajlova som Tanja
- Mikhail Neganov som Pasja